# Fred Kolberg
Frederick William „Fred” Kolberg (ur. 13 listopada 1900 Anaheim w, zm. 21 marca 1965 w Portland) – amerykański bokser, brązowy medalista olimpijski w wadze półśredniej (Antwerpii w 1920). W walce półfinałowej przegrał z Bertem Schneiderem.